# Cantó de Pàmies-Est
El cantó de Pamiers-Est és un cantó francès del departament de l'Arieja, a la regió d'Occitània. Està enquadrat al districte de Pàmies, té 10 municipis i el cap cantonal és Pàmies.

## Municipis
- Arvinhan
- Bonac
- Le Carlaret
- Les Eissarts
- Ludièrs
- Pàmies
- Les Pujòls
- Sant Amador
- La Tor del Criu
- Vilanòva del Pariatge